# Anna Schulten
Anna Schulten (* um 1628 in Canstein; † 8. Januar 1658 in Canstein) war ein Opfer der Cansteiner Hexenprozesse und wurde am 8. Januar 1658 hingerichtet.

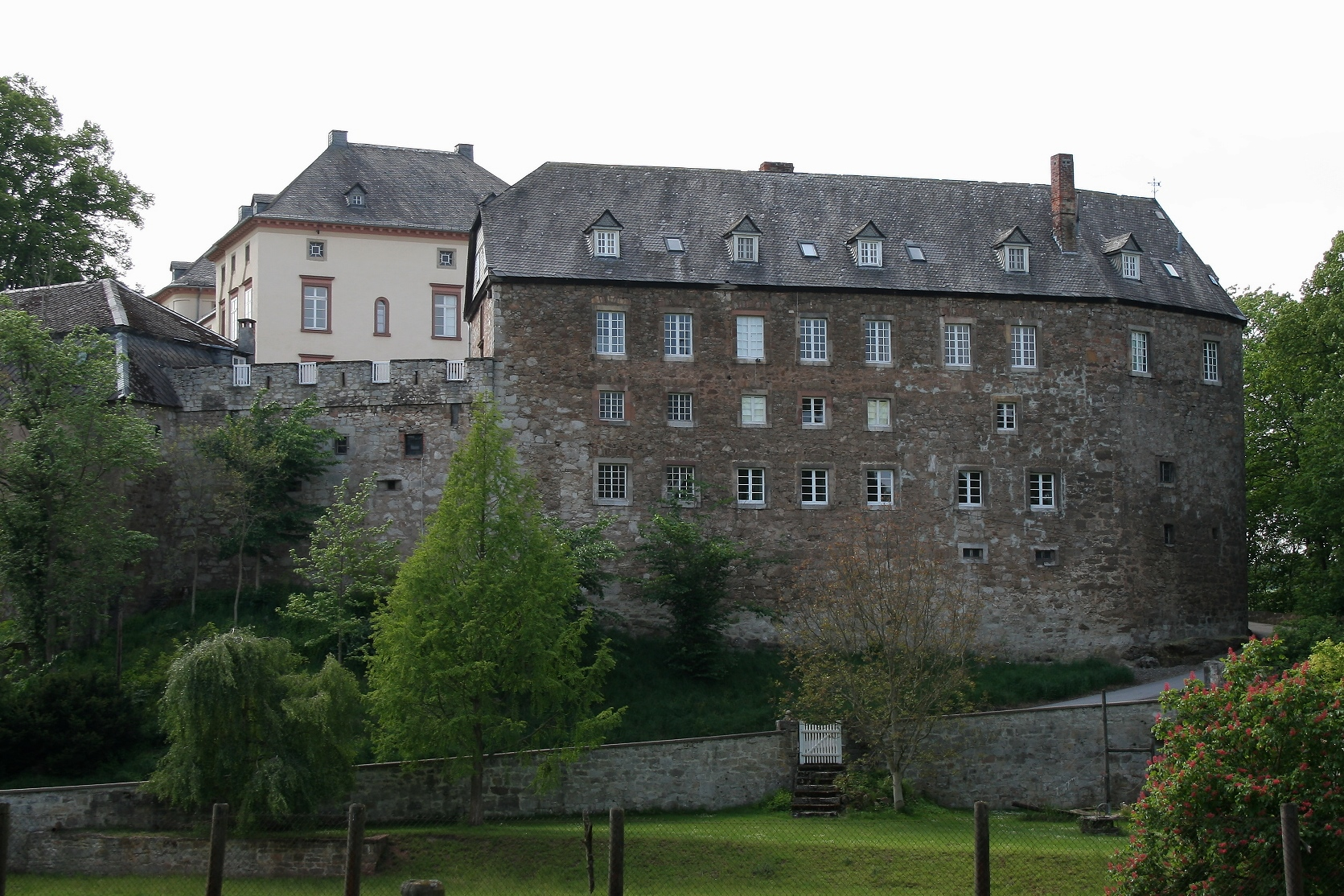
Schloss Canstein, unteres Schloss

## Leben
Anna Schulten (auch Anna, die Schultische/die Schultische Annen) war die Ehefrau von Curdt Schulten. Mit ihrem ersten Mann war sie im Heerlager im Krieg gewesen. Sie hatte eine Tochter.

## Hexenprozesse Marsberg-Canstein
Im Gebiet von Marsberg fanden beträchtliche Hexenverfolgungen statt. In den Archivalien der Herrschaft Canstein befindet sich eine umfangreiche Akte No. 1296, in der Unterlagen zu 19 Cansteiner Hexenprozessen gesammelt sind. 1656 und 1658 wurden dort in Hexenprozessen neun Frauen und ein Mann hingerichtet. Anna Schulten wurde wie Gerta die Boltin Opfer der Cansteiner Hexenverfolgung.

## Hexenprozess gegen Anna Schulten
In der Anklageschrift inquisitions Klage deß hochadelichen Cansteinischen und Spiegelschen Ficalis amteß anklägerß vom 13. Februar 1657 werden folgende Vorwürfe erhoben:
- Wegen ihres Lebenswandels und Wesen ging ein allgemeines starkes und heftiges Geschrei und Gerücht zu Canstein, dass sie eine Zauberin sei.
- Auch ihr Aussehen war Gegenstand der Anklageschrift: Die Beklagte sei von einer hässigen zänckischen Natur: verum mala physiognomia et turpe nomen cum aligno indicio est indicium satis sufficiens ad torquendum eum (frei übersetzt: Aber ihr hässliches Aussehen und schlechter Ruf, zusammen mit der weiteren Anschuldigung, reichen völlig aus, sie zu foltern.).[3]
- Sie lieh sich öfter von einer Nachbarin ein Butterfass aus. Als es dieser lästig wurde und sie sich beschwerte, sagte Annen, sie hätte nun gelernet, wie man Butter macht, hätte ihr Butterfass nicht mehr nötig. Die Frau antwortete darauf: da fahre euch (Gott behüte) ein Teufel in den Leib, ihr möget zaubern gelernt haben. Da die Beklagte sich aber nicht verteidigte und nichts darauf geantwortet, wurde geschlussfolgert, dass der Vorwurf zutreffen müsse.
- Auch von der eigenen Tochter der Beklagten sei Zauberei gegen die Leute bekannt.
- Als die Beklagte mit ihrem ersten Mann im Heerlager im Krieg war, starben bei dem Regiment viele Pferde. Sie wurde öffentlich beschuldigt, sie hätte die Pferde verzaubert.
- Vom Standort des Regiments aus 50 oder 60 meilen anhero nach Canstein (das könnten ca. 350 Kilometer gewesen sein) schickte sie eine Nachricht nach Canstein an Raban Johann Spiegel und bat um eine Bescheinigung attestation ihrer Unschuld, dass in ihrer Heimat keine Anschuldigungen wegen Zauberei gegen sie vorlägen.
- Sie erhielt von Raban Johann Spiegel die gewünschte Bescheinigung, obwohl die Anklageschrift betont, dass sie doch von verschiedenen, bereits hingerichteten Zauberischen beschuldigt worden wäre.
- Das Schriftstück fruchtete bei dem Regiment wenig. Sie musste umb friedenß willen vom regiment abreisen und kehrte nach Canstein zurück.
- Vor einer Gerichtsverhandlung (ante inquisitionem) sei sie flüchtig geworden, jedoch nach etlichen Wochen wiedergekommen. Sie wurde inhaftiert und in ein wohlverwahrtes gemauertertes Gefängnis gesetzt. Sie sei dann durch das gemauerte Gewölbe, an welches sie wegen der Höhe kaum greifen können, gebrochen herausgestiegen, und abermals sich durch die Flucht davon gemacht.
- In der Grafschaft Waldeck wurde sie aufgegriffen, nach Westfalen gebracht und in ein wohlverwahrteß gefängniß gesetzet. Es gelang ihr wiederum, durch eine kleine Öffnung an der Tür zu kriechen und zu fliehen. Insgesamt floh sie dreimal aus einem Gefängnis, doch blieb sie immer in der Umgebung.
- Am Dienstag, den 6. November, wurde sie im Bereich der Cansteiner Gerichtsbarkeit im Boles Kump (Waldgebiet bei Marsberg) aufgegriffen, als sie fliehen und sich in den Büschen verstecken wollte. Die Gesuchte bat inständig, dass man sie doch gehen lassen möchte. Sie hatte allerlei Lebensmittel bei sich (Brot, kleine Käse, rohes und gekochtes Fleisch, Speck, Salz, Hafermehl) und andere Sachen. In dem hitzigen Wortwechsel fragte sie, warum man an ihr Unschuldigen den Anfang machte, da noch mehr Leute da wären, die so schuldig wären wie sie.
- Aber die Beklagte sei schon vor 20 Jahren von etlichen Angeklagten und Hingerichteten als Zauberin benannt worden. Und in Canstein gäbe es allgemein entsprechende Gerüchte über sie.

## Verhörprotokoll Annen Curt Schulzeneres Frau
- Im Verhörprotokoll vom 19. Oktober 1657 werden bisherige Vorwürfe wiederum ausgeführt und die hochnotpeinliche Befragung gefordert.
- Zum Buttermachen: Wie die tägliche Erfahrung bezeugt, dass die Hexen allezeit mehr butter als andere machen können, und weil hat die Beklagte gelernt hat aus einem neuen Butterfass mehr Butter als aus anderer Leute Butterfass zu machen, deswegen sei es billig, sie für eine Zauberin zu halten.
- Zu ihren drei Fluchten wird bekräftigt, dass diese ausreichender Grund für die Anwendung der Folter sei: dass Beklagte zu außerbringung und erforschung der Warheit mit strenger, harter und scharffer peinlicher Frage anzugreiffen auch nach befindung zum Todt und ferner zu verdammen sei.

## Todesurteil über die Schultische
- Im Urteil hieß es: Auf Antrag des fiscalis der Canstein-Spiegelische Rechtsvertretung verurteilten die Richter und Schöffen dieses Canstein- und Spiegelischen Halsgerichts Curdt Schulten Frauwen sonsten die Schultische genannt unter Hinzuziehung eines unparteischen Rechtsgelehrten, dass die Beklagte von Gott dem Allmächtigen abgefallen und dem Teufel zugesagt habe und sich also dem schändlichen Laster der Zauberei ergeben hat und die Zauberei anderen gelehrt und Schaden verübt hat, was durch ihre Aussage vor dem peinlichen Gericht bekräftigt wird.
- Es wird zu Recht erkannt, dass die peinliche Beklagte wegen solcher groben Mißhandlung den Anderern zum Abscheu mit dem Schwert vom Leben zum Tod hinzurichten und ihr ganzer Körper auf einen Scheiterhaufen zu werfen und zu verbrennen sei. Dass solches Urteil dem Recht und den begangenen Handlungen und Aussagen gemäß gefällt wurde, wird mit meiner Handtunterschrift undt vorgedrücktem Pitschaft (Siegel) bestettiget. Bernd Waltermann (das Todesurteil über Elisabeth Hempelmann 1658 unterzeichnete: Friderich Waelterman Dr. Comm (Commissar)).
- Anna Schulten wurde am 8. Januar 1658 hingerichtet.

## Belastungszeuge
In zwei weiteren Hexenprozessen taucht ihr Name auf: 
- Im Protokoll der Urgicht vom 7. September 1656 der Thielen Anna aus Leitmar mit einer eingehenden Beschreibung von Hexentänzen auf der Eulenkirche wird sie als eine Teilnehmerin auf dem Hexentanzplatz beschuldigt.
- In der Anklageschrift gegen Tönnies Todt 1685 wird sie als Belastungszeuge genannt: Wahr, das die in anno 1657 der zauberey halber hingerichtete Schultenfrau zum Canstein Peinlich Beklagten als einen Zauberer angegeben undt darauf bis in den Todt bestanden habe.

Unter der Folter wurden neue Namen angeblicher Komplizen erpresst. Durch solche Besagungen wurden weitere Menschen in die Hexenverfolgung hineingezogen, und es kam zu Kettenprozessen mit vielen Opfern.

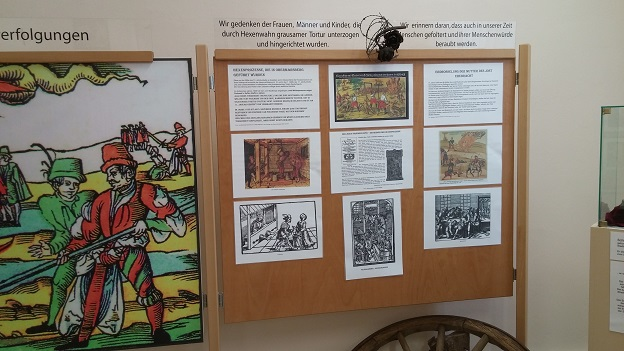
Marsberg Museum Gedenktafel für die Opfer der Hexenprozesse

## Erinnerung
Im Heimatmuseum der Stadt Marsberg findet sich eine Gedenkstätte für die Opfer der Marsberger Hexenprozesse.